# ونوو
ونوو (به لاتین: Vanuu) یک زیستگاه انسانی در وانواتو است که در Pentecost Island واقع شده‌است.